# Hemigrammus brevis
Hemigrammus brevis är en fiskart som beskrevs av Ellis, 1911. Hemigrammus brevis ingår i släktet Hemigrammus och familjen Characidae. Inga underarter finns listade i Catalogue of Life.